# Brillante (telenovela)
Brilhante es una telenovela brasileña emitida originalmente por TV Globo del 28 de septiembre de 1981 al 27 de marzo de 1982 en 155 capítulos. Sustituyó a Baila Comigo y fue reemplazada por Sétimo Sentido en la franja de las 20 horas, siendo la 27ª "telenovela de las ocho" producida por la cadena.
Escrita por Gilberto Braga, con la colaboración de Euclides Marinho y Leonor Bassères, está dirigida por Marcos Paulo, José Carlos Piéri y Ary Coslov. La dirección general y la producción son de Daniel Filho y la producción ejecutiva de José Antônio Tauil.
En los papeles principales tiene Vera Fischer, Tarcísio Meira, Renée de Vielmond, José Wilker, Fernanda Montenegro, Mário Lago, Cláudio Marzo y Renata Sorrah.

## Enredo
El comercio de joyas y piedras preciosas, y el misterio sobre una yacida de esmeraldas en el Pantanal son el hilo-conductor de toda trama. Luiza es una bella designer de joyas que, a paseo en Londres, reencontra una antigua amiga, Hube Visto, y acaba testificando la muerte del marido de ella, Oswaldo. Cuando regresó al Brasil, Luiza se sorprende al ver el mismo hombre vivo, pero con otra identidad, Sidney Ribeiro. En la misma altura, Luiza entra en contacto con la familia Newman, dueños de la empresa de fabricación y venta de joias donde ella trabaja. La matriarca de la familia es la prepotente Chica Newman, que se encanta con la joven y ve la oportunidad de casarla con su hijo Inácio, un homosexual. Sin embargo, Luiza acaba enamorándose por Paulo César, genro de Chica. Paulo, que ya vivía una boda en crisis, abandona la mujer, Maria Isabel, e inicia un romance con Luiza.
Mientras tanto, decidida a encontrar una esposa para su hijo, Chica encuentra una aliada en la arribista Leonor. La chica, hija de la no menos interesante Edite, es empleada de su empresa y acepta dejar a su marido, el taxista Carlos, para casarse con Inácio Newman.

## Producción
Después de haber escrito dos grandes éxitos en el prime time, Gilberto Braga volvió una vez más con la misión de repetir la misma hazaña de sus anteriores tramas. Sin embargo, el resultado no fue el esperado: la trama se convirtió en un gran fracaso en el prime time y en la carrera del autor. No oculta a nadie su inmensa insatisfacción.

Brillante fue un rotundo fracaso. Salió al aire y fue un susto. Era un culebrón muy mal planteado, con una historia imposible de contar. No sé cómo me lo creí, porque era una época de estricta censura. (...) Era una ensalada que pocos entendían. (...) Poco a poco, hice algunas modificaciones y acabó gustando (...) A partir de ahí, la telenovela fue bien, con prestigio. Pero, al principio, fue un tremendo fracaso.

Dicho por Gilberto Braga en el livro "Autores, Histórias da Teledramaturgia".
La telenovela también sufrió la censura por parte del gobierno Federal, que no permitía la palabra homosexual. Eso de una correcta forma confundió la marcha de la historia pues esa era la condición del personaje Inácio (Denis Carvalho).
Fue la primera telenovela del guionista Euclydes Marinho, que actuó como colaborador. Sin embargo, abandonó la trama antes del final, alegando insatisfacción con la misma. En su lugar llegó Leonor Bassères, en su primera asociación con Gilberto Braga.

## Elenco
| Actor                   | Personaje                       |
| ----------------------- | ------------------------------- |
| Vera Fischer            | Luiza Sampaio                   |
| Tarcísio Meira          | Paulo César Carvalho            |
| Fernanda Montenegro     | Francisca Newman (Chica)        |
| Denis Carvalho          | Inácio Newman                   |
| José Wilker             | Sidney de la Costa Pinto        |
| José Wilker             | Osvaldo Mezquita                |
| Renée de Vielmond       | Maria Isabel Newman Carvalho    |
| Renata Sorrah           | Leonor Negreiros                |
| Jardel Filho            | Bruno Newman                    |
| Célia Helena            | Regina Newman                   |
| Cláudio Marzo           | Carlos Andrade                  |
| Joana Fomm              | Virgínia Sampaio                |
| Mário Lago              | Vítor Newmann                   |
| Laura Cardoso           | Alda Sampaio                    |
| Rodolfo Mayer           | Ernani Sampaio                  |
| Rosita Thomaz Lopes     | Letícia Cardoso                 |
| Eloísa Mafalda          | Edith Negreiros                 |
| Sérgio Mamberti         | Galeno Sampaio                  |
| Suzana Faini            | Renée Toledo Sampaio            |
| Kadu Moliterno          | Afonso Negreiros                |
| Carla Camurati          | Sônia Newmann                   |
| Nádia Lippi             | Vânia Cardoso                   |
| Caíque Ferreira         | Frederico Toledo Sampaio (Fred) |
| Fernanda Torres         | Marília Newmann Carvalho        |
| Rômulo Arantes          | Osmar                           |
| Oswaldo Louzada         | Leonel de la Costa Pinto        |
| Lídia Mattos            | Nilza Amaral                    |
| Paulo Puerto            | Guilherme de la Costa Pinto     |
| João Paulo Adour        | Sérgio                          |
| Márcia Rodrigues        | Yara                            |
| Arthur Muhlemberg       | Gustavo Amaral (Guto)           |
| Neuza Caribé            | Cecília Amaral (Ciça)           |
| Renato Pedrosa          | Ulises                          |
| Maria Gladys            | Dinalva                         |
| Anselmo Vasconcelos     | Detective Tavares               |
| Janser Barreto          | Lino                            |
| Luciano Sabino          | Ricardo (Rick)                  |
| Graziela Di Laurentis   | Heloísa                         |
| Maria de Fátima Camatta | Jussara                         |
| Maurício Barroso        | Serpa                           |
| Fábio Villa Verde       | Silvio Newman Carvalho          |

### Participaciones especiales
| Actor                | Personaje           |
| -------------------- | ------------------- |
| Aracy Balabanian     | Hube Visto Mezquita |
| Buza Ferraz          | Cláudio             |
| Francisco Milani     | Wanderley Amaral    |
| Mauro Mendonça       | Fernando            |
| Beatriz Lyra         | Carmem              |
| Eduardo Conde        | Edvaldo             |
| Ítalo Rossi          | Delegado Rufino     |
| Yara Lins            | Matilde Mezquita    |
| Thelma Reston        | Mariazinha          |
| Andréa Beltrão       | Neuza               |
| Renato Coutinho      | Inspector Clóvis    |
| Hileana Menezes      | Kyra                |
| Ilma de Costa Santos | Creuza              |
| Amelin Fiani         | Victoria            |
| Magda de Carvalho    | Vanda               |
| José Maria Pasos     | Amaury              |
| Jorge Ramos          | Getúlio             |
| Paschoal Villaboim   | Dr. Flaksman        |

## Trilha Sonora

### Nacional
1. "Me Dejas Loca" - Elis Regina (tema de Luiza y Paulo César)
2. "Dans Mon Île" - Caetano Veloso (tema de Leonor)
3. "Mi Bien, Mi Mal" - Gal Costa (tema de Maria Isabel)
4. "Misterio" - Ângela Rô Rô
5. "Decisión" - Joanna
6. "Luiza" - Tom Jobim (tema de apertura)
7. "En aquella Noche Con Yoko" - Simone
8. "Acontecências" - Cláudio Nucci (tema de locação: Pantanal)
9. "De Leve (Get Back)" - Lulu Santos (tema de Fred)
10. "Dulce de Coco" - Elizeth Cardoso (tema de Ernani y Alda)
11. "Luces y Estrellas" - Edson y Terezinha (tema de Ciça)
12. "Canción de la Mañana Feliz" - Nana Caymmi

Mientras se proyectaba Brilhante, la cantante Elis Regina falleció el 19 de enero de 1982. Su canción "Me deixas Louca" formó parte de la banda sonora nacional de la telenovela. En 2012 la misma canción fue regrabada por la hija del cantante, María Rita, y formó parte de la banda sonora de la telenovela brasileña "Salve Jorge" de Gloria Pérez.

### Internacional
1. "Comin' In And Out Of Your Life" - Barbra Streisand (tema de Maria Isabel)
2. "Del You Miss Me?" - Morris Albert (tema de Edite)
3. "Hurt" - Carly Simon (tema de Leonor)
4. "Good Equipo Tonight" - Kool & The Gang / "Queen Of Hearts" - Linda Kooly
5. "If Leaving Me Is Easy" - Phil Collins (tema de Fred y Marília)
6. "Love Juegos" - Ian and Christopher
7. "Sugar" - Ronay
8. "Murmures" - Richard Clayderman
9. "You Weren't In Love" - Mick Fleetwood[3]
10. "Old Photographs (Casinha Blanca)" - Jim Capaldi
11. "Little Darling" - Sheila
12. "Take Me Now" - David Gates (tema de Luiza y Paulo César)
13. "Angelica And Ramone" - Secret Service (tema de Fred y Marília)
14. "Song Of Laura" - Sound Orchestra